# Holy Roller Novocaine
Holy Roller Novocaine é o EP de estreia da banda americana de rock Kings of Leon, lançado em 18 de Fevereiro de 2003.
| Críticas profissionais                                                      | Críticas profissionais |
| Avaliações da crítica                                                       | Avaliações da crítica  |
| Fonte                                                                       | Avaliação              |
| --------------------------------------------------------------------------- | ---------------------- |
| Rolling Stone                                                               | [ 2 ]                  |
| Pitchfork                                                                   | (7.1/10)               |
| Esta tabela precisa de ser acompanhada por texto em prosa. Consulte o guia. |                        |

## Faixas
Todas as músicas escritas por Caleb Followill, Nathan Followill e Angelo Petraglia.
1. "Molly's Chambers" – 2:16
2. "Wasted Time" – 2:47
3. "California Waiting" – 3:28
4. "Wicker Chair" – 3:08
5. "Holy Roller Novocaine" – 4:02